# Jeanne Bot
Jeanne Bot (ur. 14 stycznia 1905 w Mont-Louis, zm. 22 maja 2021)– francuska superstulatka, trzecia najstarsza osoba w historii Francji, tuż za Jeanne Calment i Lucile Randon. Przed śmiercią była czwartą pod względem wieku żyjącą osobą na świecie, której wiek został zweryfikowany przez Gerontology Research Group.

## Życiorys
Bot urodziła się w twierdzy Mont Louis. Jej ojciec był żołnierzem. Spędziła pięćdziesiąt lat jako księgowa w garażu samochodowym na Poincare Boulevard w Perpignan. Nigdy nie wyszła za mąż i nie miała dzieci.
Bot mieszkała w Perpignan, Pireneje Wschodnie, Occitanie, Francja. Prawie do śmierci nie miała poważniejszych problemów zdrowotnych i mogła poruszać się za pomocą chodzika między sypialnią a salonem. Jej jedyną trudnością był słaby słuch, ale nadal była w stanie oglądać telewizję.
Po śmierci Japonki Shin Matsushity 27 sierpnia 2019 Jeanne Bot została trzecią na świecie pod względem zweryfikowanego wieku żyjącą osobą. Po weryfikacji Brazylijki Franciski Celsa dos Santos (ur. 21 października 1904) 9 lipca 2020 znalazła się na pozycji czwartej tej listy. Była ostatnią żyjącą osobą w Europie urodzoną w 1905 roku.